# Тыр
Тыр — посёлок в Ульчском районе Хабаровского края, административный центр Тырского сельского поселения.

## География
Расположен на правом берегу реки Амур, примерно в 100 км от его устья.

## История
В средние века коренные народы Приамурья. Притартарский пролив (Монгольский пролив) — как народы тунгусо-маньчжурской языковой группы, так и нивхи — были известны в Китае под собирательным названием «дикие чжурчжэни».
В XIII—XIV веках монгольские правители Китая (династия Юань) организовывали экспедиции на нижний Амур, где у нынешнего села Тыр они в 1263 году основали свою «Ставку маршала восточных походов», и примерно в то же время возвели кумирню.
В XV веке в этом же месте несколько экспедиций минской династии возвели буддийский храм Гуаньинь и установили стелы (так называемые Тырские стелы). Как и их юаньские предшественники, эти памятники находились на Тырском утёсе, за южной окраиной современного посёлка Тыр.
Однако подчинение местных племён минским властям было довольно номинальным; после отбытия китайцев и пожара в храме, он не был восстановлен местными жителями.
В конце XIX века Тырские стелы были перевезены во Владивосток, в музей Общества изучения Амурского края. На месте бывших храмов неоднократно проводились археологические раскопки.

## Население
| 1992 | 2002 | 2010 | 2011 | 2012 | 2021 |
| ---- | ---- | ---- | ---- | ---- | ---- |
| 774  | ↘732 | ↘590 | ↘587 | ↘582 | ↘463 |

По сведениям словаря Брокгауза и Ефрона, в XIX веке коренным населением села были гиляки (нивхи).

## Инфраструктура
Администрация поселения. Так же в Тыре есть сбербанк, отделение почты, интернат, младшая школа, средняя школа, Колхоз "ПАМЯТЬ ЛЕНИНА", более 150 домов ранее принадлежащих этому колхозу. Также есть несколько достопримечательностей: пушка стоящая на утёсе, её притащили на более чем 30 лошадях,1 тракторе с берега под утёсом. Раньше на утёсе стоял храм, сейчас археологи пытаются выяснить о нём больше информации. Последняя достопримечательность это радиоактивная гора, которая находится неподалёку от пристани Дибаркадера.

## Транспорт
Река Амур связывает Тыр почти со всеми населёнными пунктами района, с городами Николаевском-на-Амуре, Комсомольском-на-Амуре, Амурском и Хабаровском.